# Луцький Олександр Леонтійович
Олександр Леонтійович Луцький — український військовослужбовець, генерал-майор Державної прикордонної служби України, учасник російсько-української війни. Кандидат педагогічних наук (2013). Лицар ордена Богдана Хмельницького III ступеня (2014).
Ректор Національної академії Державної прикордонної служби України імені Богдана Хмельницького (від 2020).

## Життєпис
Навчався у Національній академії Державної прикордонної служби України імені Богдана Хмельницького.
Учасник бойових дій на сході України.
Станом на 2017 рік — перший заступник начальника регіонального управління — начальник штабу Східного регіонального управління Державної прикордонної служби України.

## Нагороди
- ордена Богдана Хмельницького III ступеня (26 грудня 2014) — за особисту мужність і героїзм, виявлені у захисті державного суверенітету та територіальної цілісності України, вірність військовій присязі[4].

## Військові звання
- генерал-майор (25 травня 2017)[3];
- полковник.